# Lake Vashka
Lake Vashka ist ein See im ostantarktischen Viktorialand. Er liegt im Zentrum des Barwick Valley in einer Entfernung von 6,5 km östlich des Webb-Gletschers.
Teilnehmer einer von 1958 bis 1959 durchgeführten Kampagne im Rahmen der neuseeländischen Victoria University’s Antarctic Expeditions benannten den See nach einem gleichnamigen Schlittenhund der britischen Terra-Nova-Expedition (1910–1913) unter der Leitung des Polarforschers Robert Falcon Scott.